# Platinum (álbum de Miranda Lambert)
Platinum —en español: Platino— es el quinto álbum de estudio de la cantante de música country Miranda Lambert, lanzado el 3 de junio de 2014, a través de RCA Records Nashville. Su primer sencillo, «Automatic», ha alcanzado el top 10 en la lista Billboard Hot Country Songs y Country Airplay.

## Antecedentes
Lambert escribió o coescribió ocho de las dieciséis canciones del álbum. El álbum cuenta con colaboraciones con Little Big Town («Smokin' and Drinkin'») y The Time Jumpers («All That's Left»), así como un dueto con Carrie Underwood en «Somethin' Bad».

## Promoción
Lambert y Carrie Underwood debutó «Somethin' Bad» en Billboard Music Awards de 2014 el 18 de mayo de 2014.
En apoyo del álbum, Lambert tiene una gira por Estados Unidos prevista para el verano de 2014. Selecciona fechas contará con teloneros Justin Moore y Thomas Rhett.

## Lista de canciones
Fuente: Sony Music Nashville

| N.º | Título                                       | Escritor(es)                                  | Duración |  |
| 1.  | «Girls»                                      | Nicolle Galyon, Natalie Hemby, Jimmy Robbins  | 3:35     |  |
| 2.  | «Platinum»                                   | Miranda Lambert, Galyon, Hemby                | 3:11     |  |
| 3.  | «Little Red Wagon»                           | Audra Mae, Joe Ginsberg                       | 3:24     |  |
| 4.  | «Smokin' and Drinkin'» (con Little Big Town) | Hemby, Luke Laird, Shane McAnally             | 5:30     |  |
| 5.  | «Priscilla»                                  | Galyon, Hemby, Robbins                        | 3:26     |  |
| 6.  | «Automatic»                                  | Lambert, Galyon, Hemby                        | 4:07     |  |
| 7.  | «Bathroom Sink»                              | Lambert                                       | 4:05     |  |
| 8.  | «Old Shit»                                   | Brent Cobb, Neil Mason                        | 2:45     |  |
| 9.  | «All That's Left» (con The Time Jumpers)     | Dixie Hall, Tom T. Hall                       | 3:11     |  |
| 10. | «Gravity Is a Bitch»                         | Lambert, Scotty Wray                          | 3:08     |  |
| 11. | «Babies Making Babies»                       | Galyon, Hemby, Robbins                        | 2:56     |  |
| 12. | «Somethin' Bad» (dueto con Carrie Underwood) | Chris DeStefano, Brett James, Priscilla Renea | 2:49     |  |
| 13. | «Holding on to You»                          | Lambert, Jessi Alexander, Ashley Monroe       | 4:32     |  |
| 14. | «Two Rings Shy»                              | Lambert, Brandy Clark, Heather Little         | 3:18     |  |
| 15. | «Hard Staying Sober»                         | Lambert, Hemby, Laird                         | 4:28     |  |
| 16. | «Another Sunday in the South»                | Lambert, Alexander, Monroe                    | 3:50     |  |